# Улица Карла Маркса (Ялта)
Улица Карла Маркса — улица в историческом центре Ялты. Проходит от улицы Руданского к улице Войкова.
Одна из главных городских транспортных магистралей. С 1961 года по улице проходит троллейбусный маршрут.

## История
Проложена на территорию «Нового города» при расширении территории Ялты на правобережье реки Дерекойка. В 1880-х годах земли в районе улицы были переданы в дар городу графом А. А. Мордвиновым.
Первоначальное название — Прорезная, затем — Платановая, в конце 1960-х годов получила имя выдающегося учёного-экономиста Карла Маркса (1818—1883).

## Достопримечательности
д. 3 — Пассаж (1913)
д. 4/2 — Торговые ряды графа Мордвинова (начало XX века, архитектор Н. П. Краснов)
д. 6 — Здание гостиницы «Крым»

## Улица в кинематографе
На улице снят ряд эпизодов фильма «Корона Российской империи, или Снова неуловимые»

## Известные жители

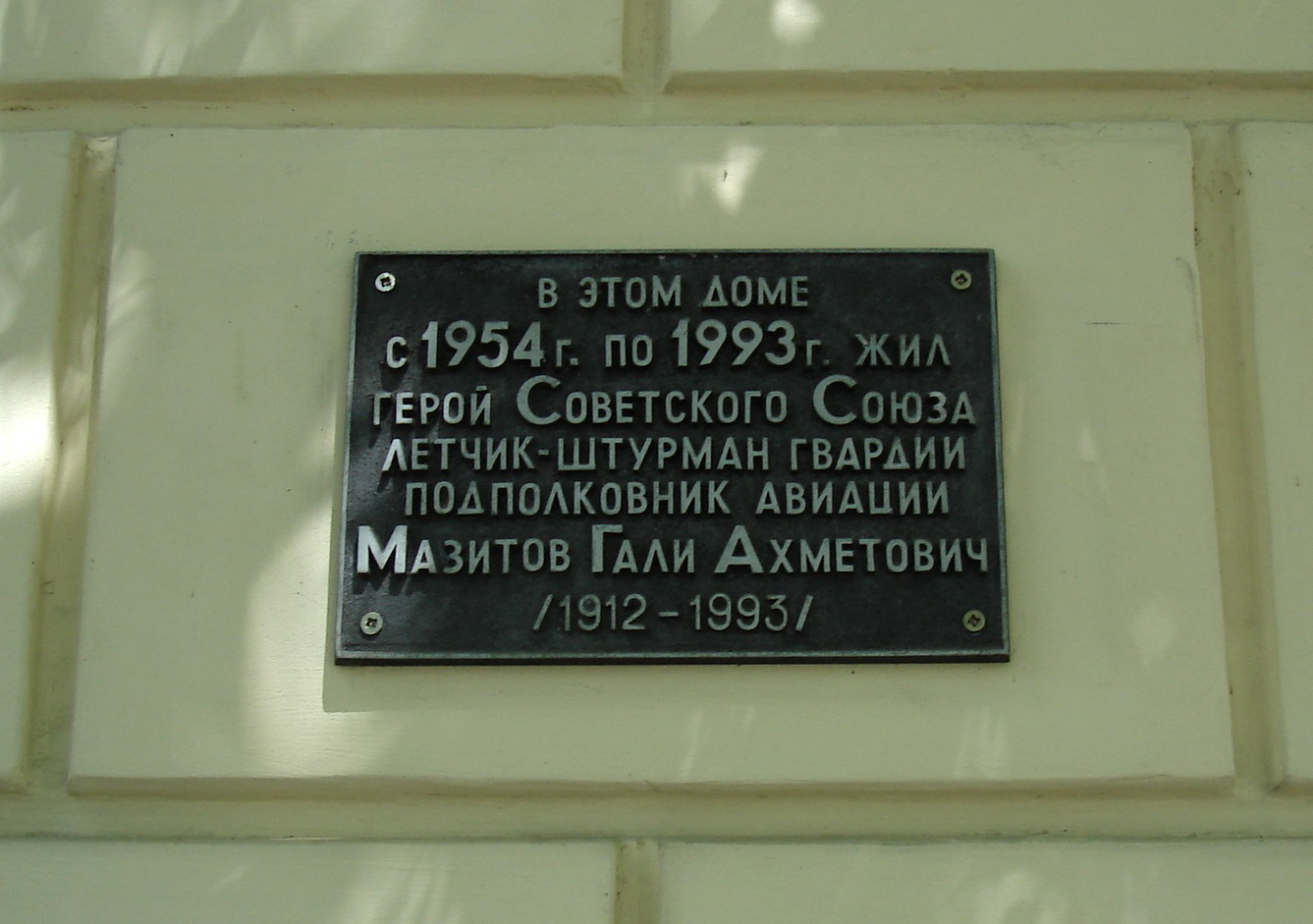

д. 6 — Михаил Булгаков (мемориальная доска)
д. 9/2 — Герой Советского Союза Гали Мазитов (мемориальная доска) 